# Luigi Volta
| 1107 Lictoria  | 30 marzo 1929    |
| 1115 Sabauda   | 13 dicembre 1928 |
| 1191 Alfaterna | 11 febbraio 1931 |
| 1238 Predappia | 4 febbraio 1932  |
| 1332 Marconia  | 9 gennaio 1934   |

Luigi Volta (Como, 27 luglio 1876 – Milano, 7 ottobre 1952) è stato un astronomo e politico italiano.

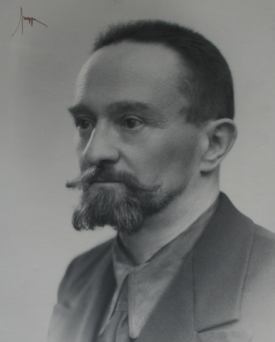
Luigi Volta negli anni 40.

Bisnipote di Alessandro Volta, nel 1898 si laureò in Matematica all'Università degli Studi di Pavia. Iniziò lavorando negli osservatori di Milano, Torino e Heidelberg per poi trasferirsi alla stazione internazionale di Carloforte in Sardegna per compiere indagini geofisiche. Nel 1925 divenne professore all'Università degli Studi di Torino e assunse la direzione dell'Osservatorio di Pino Torinese. Nel 1941 si trasferì a Milano dove fu direttore degli osservatori di Brera e Merate. Andò in pensione nel 1951.
Fu presidente della Società Astronomica Italiana. Il Minor Planet Center gli accredita le scoperte di cinque asteroidi, effettuate tra il 1928 e il 1934.
Fu anche sindaco di Camnago, ora frazione di Como.
Gli è stato dedicato l'asteroide 383622 Luigivolta.